# Alchemilla levichevii
Alchemilla levichevii es una especie de planta del género Alchemilla, perteneciente a la familia Rosaceae.

## Taxonomía
Alchemilla levichevii fue descrita por Czkalov en 2021.

## Distribución
Se encuentra en el territorio del Cáucaso septentrional y Transcaucasia.